# Billbergia zebrina
Espèce
Classification phylogénétique
Billbergia zebrina est une espèce de plantes à fleurs de la famille des Bromeliaceae originaire d'Amérique du Sud.

## Synonymes
- Anacyclia farinosa Hoffmanns.[1] ;
- Billbergia canterae André[1] ;
- Billbergia farinosa (Hoffmanns.) Baker[1] ;
- Bromelia zebrina Herb.[1] ;
- Cremobotrys zebrina (Herb.) Beer ex B.D.Jacks.[1] ;
- Eucallias versicolor Raf.[1] ;
- Helicodea zebrina (Herb.) Lem.[1].

## Distribution
L'espèce se rencontre au nord-est de l'Argentine, au sud et au sud-est du Brésil, au Paraguay et en Uruguay.

## Description
L'espèce est épiphyte.